# Mannerheimův kříž
Mannerheimův kříž svobody (Finsky: Mannerheim-risti, Švédsky: Mannerheimkorset) je finské vojenské vyznamenání zavedené po zimní válce a pojmenované po maršálu Mannerheimovi. Je součástí Řádu kříže svobody a jeho nositelé mají právo používat titul rytíř Mannerheimova kříže. Uděluje se pouze vojákům za mimořádnou statečnost v boji, dosažení mimořádně důležitých cílů vojenských oprací či za mimořádně dobře vedené vojenské operace. Kříž má 2 třídy, první byla udělena pouze dvěma osobám (Mannerheim a Heinrichs, oba dostali i kříž druhé třídy), druhá 191 osobám, z toho 4 dvakrát (Pajari, Aho, Juutilainen a Wind). Všechna vyznamenání byla udělena během druhé světové války.